# Moncks Corner
Moncks Corner – miasto w Stanach Zjednoczonych, w stanie Karolina Południowa, w hrabstwie Berkeley.